# Jakob Bording (Politiker)

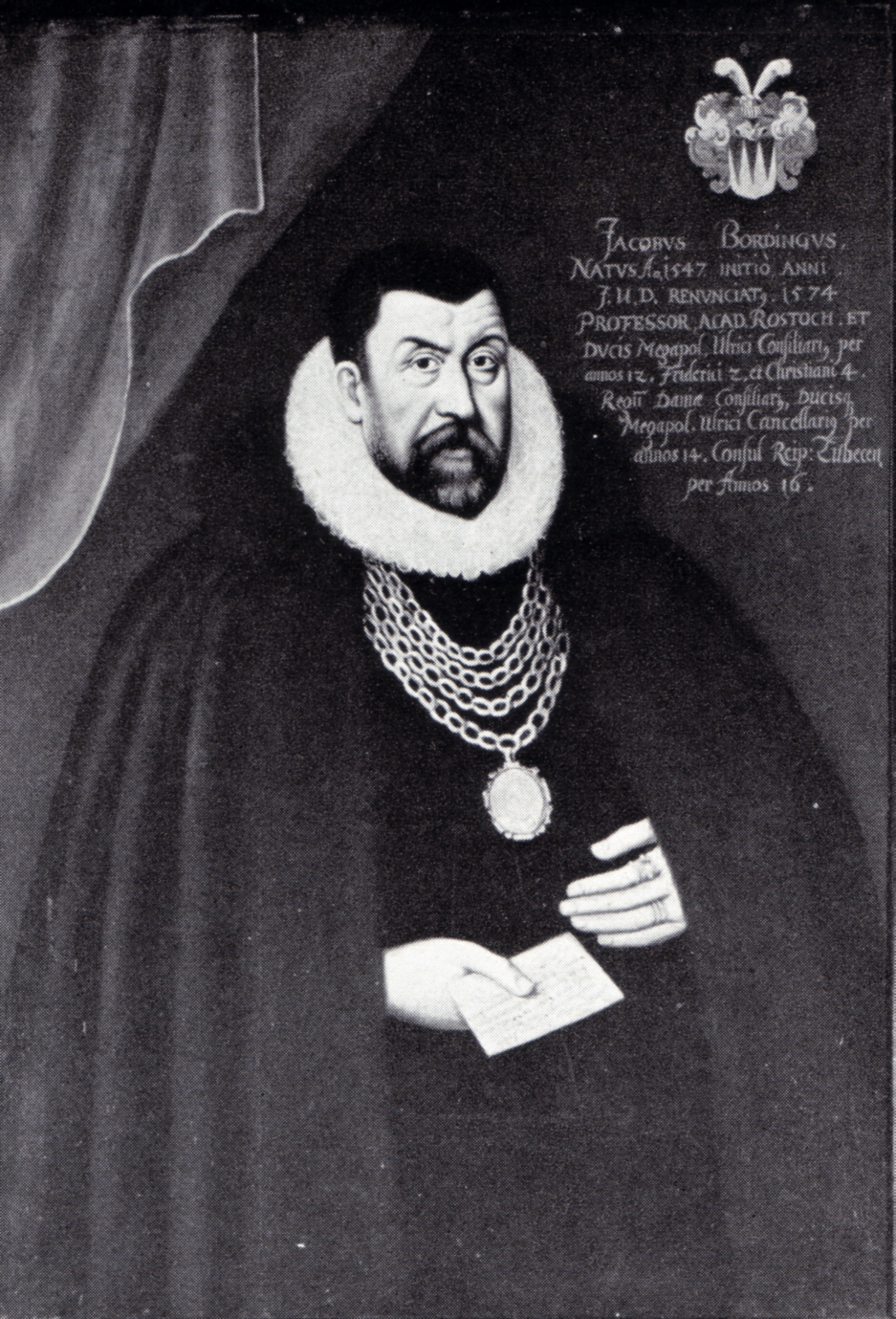
Jakob Bording (1547–1616) in der Bürgermeistergalerie im Lübecker Rathaus

Jakob Bording der Jüngere (* 27. Januar 1547 in Hamburg; † 21. Februar 1616 in Lübeck) war Professor für Feudalrecht an der Universität Rostock, Kanzler des Herzogs von Mecklenburg, Ratgeber der dänischen Könige und hernach Bürgermeister der Hansestadt Lübeck.

## Leben
Bording wurde als Sohn des zeitweilig in Hamburg tätigen flämischen Arztes Jacob (Nikolaus) Bording und dessen aus Genua stammenden Frau Francisca, geb. Negroni oder Nigrona (* 1523; † 16. August 1582) geboren. Der Vater wurde später Professor an der Universität Rostock und Rektor der Universität Kopenhagen sowie Leibarzt des Königs von Dänemark.
Jakob Bording der Jüngere studierte Rechtswissenschaften in Paris, Heidelberg (um 1570), Leipzig und Rostock, wo er 1574 als Lizenziat der Rechte abschloss und außerordentlicher Professor des Feudalrechts wurde. Gleichzeitig wurde er Rat der Herzöge Johann Albrecht I. und Ulrich von Mecklenburg-Güstrow. 1579 promovierte er zum Dr. iur. an der Universität Rostock. Er begleitete Herzog Ulrich im Jahr 1582 zum Reichstag in Augsburg, wo ihn Kaiser Rudolf II. zum Pfalzgrafen erhob. Auch Herzog Ulrichs Schwiegersohn König Friedrich II. von Dänemark und später auch dessen Nachfolger König Christian IV. von Dänemark nahmen seinen Rat in Anspruch. Bording stieg 1586 zum Kanzler von Mecklenburg auf. Nach der Demission aus mecklenburgischen Diensten im Jahr 1598 zog er 1600 in die Hansestadt Lübeck und wurde dort sogleich in den Rat und zum Bürgermeister der Stadt gewählt. 1604 (gemeinsam mit den Ratsherren Hermann von Dorne und Mattheus Kossen) und 1610 vertrat er die Stadt als Gesandter bei König Christian IV. in Kopenhagen. Der Rat überließ ihm das Gut Strecknitz als Pfründe.
Seine Leichenrede wurde von dem Rektor des Katharineums Johann Kirchmann verfasst. Er wurde in der Marienkirche begraben.